# Alòs de Balaguer
Alòs de Balaguer – gmina w Hiszpanii, w prowincji Lleida, w Katalonii, o powierzchni 68,71 km². W 2011 roku gmina liczyła 134 mieszkańców.